# Alhagie F. B. Sillah
Alhagie F. B. Sillah ist ein gambischer Politiker.

## Leben
| Parlamentswahl | Stimmen | Stimmanteil |
| -------------- | ------- | ----------- |
| 2017           | 2.695   | 38,34 %     |

Alhagie F. B. Sillah trat bei der Wahl zum Parlament 2017 als Kandidat der United Democratic Party (UDP) im Wahlkreis Niani in der Janjanbureh Administrative Region an. Mit 38,34 % konnte er den Wahlkreis vor Omar Bah (GDC) für sich gewinnen.
Bei den Parlamentswahlen 2022 erhielt Sillah 2001 Stimmen (20,74 %) im Wahlkreis Niani, womit er sich als dritter von vier Kandidaten platzierte. Das Mandat ging an den parteilosen Kandidaten Omar Jobe (* 1985), der 3179 Stimmen (32,95 %) für sich gewinnen konnte.